# 奥古斯特·克里斯蒂安 (安哈尔特-克滕)
奧古斯特·克里斯蒂安（德語：August Christian；1769年11月18日—1812年5月5日），安哈尔特-克滕親王（1789年至1806年）、安哈特-克滕公爵（1806年至1812年）。

## 早年生活
奧古斯特在1802年9月20日出生于克滕，是前任安哈尔特-克滕親王卡爾·格奧爾格·萊布雷希特和石勒苏益格-荷尔斯泰因-松讷堡-格吕克斯堡長系公爵弗里德里希·威廉之女兒路易絲·夏洛特（德語：Luise Charlotte）所生的長子。
1789年卡爾去世，他以繼承了安哈尔特-克滕親王爵位，並在普魯士皇家陸軍開始他的軍事生涯，其最高軍階為少将。
1792年2月9日，奧古斯特在美茵河畔法蘭克福與拿騷-烏辛根親王腓特烈·奧古斯特的女兒弗蕾德里克（1777年－1821年）結婚，經過11年不愉快且無子女的婚姻後，二人在1803年離婚。
1806年4月18日，拿破崙授予他「安哈尔特先生」（德語：Monsieur d'Anhalt）稱號，並晉升為安哈尔特-克滕公爵。
1812年，奧古斯特去世，並無任何子嗣，由於他的侄子路德維希·奧古斯特繼承了安哈尔特-克滕公爵。